# Seznam romunskih tenisačev
Seznam romunskih tenisačev.

## A
- Victor-Mugurel Anagnastopol

## B
- Irina Maria Bara
- Irina-Camelia Begu
- Ana Bogdan
- Elena Bogdan
- Mihaela Buzărnescu
- Diana Buzean

## C
- Alexandra Cadanțu
- Patrick Ciorcila
- Sorana Cîrstea
- Marius Copil
- George Cosac
- Teodor-Dacian Crăciun
- Jaqueline Cristian
- Victor Crivoi

## D
- Elora Dabija
- Cristina Dinu
- Ruxandra Dragomir
- Gabriela Duca
- Alexandra Dulgheru

## E
- Andreea Ehritt-Vanc

## G
- Cătălin-Ionuț Gârd
- Ioana Gașpar-Ivan
- Mădălina Gojnea
- Oana-Elena Golimbioschi

## H
- Simona Halep
- Victor Hănescu
- Bianca Hîncu

## I
- Alexandra Iacob
- Victor Ioniță
- Ionela-Andreea Iova

## M
- Florin Mergea
- Florenţa Mihai
- Andreea Mitu
- Ionuţ Moldovan
- Gabriel Moraru

## N
- Ilie Năstase
- Mihnea-Ion Năstase
- Monica Niculescu

## O
- Raluca Olaru

## P
- Laura Ioana Paar
- Andrei Pavel
- Ciprian Petre Porumb

## R
- Ingrid-Alexandra Radu
- Ioana Loredana Roșca
- Elena-Gabriela Ruse
- Virginia Ruzici

## S
- Irina Spîrlea
- Ágnes Szatmári

## T
- Horia Tecău
- Patricia Maria Țig
- Ion Țiriac
- Anca Todoni

## U
- Adrian Ungur
- Liana Ungur

## V
- Adrian Voinea